# قائمة فروع علم النفس
تحتوي هذه القائمة غير الشاملة على العديد من المجالات الفرعية في مجال علم النفس:
- علم النفس اللاقياسي
- علم النفس التحليلي
- علم النفس المقارن
- علم نفس خوارقي
- تحليل السلوك التطبيقي
- علم النفس التطبيقي
- Asian psychology
- سلوكية
- Behavioral genetics
- الطب السلوكي
- علم النفس الحيوي
- Black psychology
- علم النفس العصبي المعرفي
- علم النفس المعرفي
- علم نفس الجماعة
- علم النفس المقارن
- تحليل السلوك السريري
- علم نفس سريري
- سلوك المستهلك
- علم النفس الإرشادي
- علم النفس الجنائي
- علم النفس النقدي
- علم النفس عبر الثقافة
- Cultural neuroscience
- علم النفس الثقافي
- علم النفس الافتراضي
- علم النفس التنموي
- علم النفس التمايزي
- Discursive psychology
- علم النفس الإيكولوجي
- اقتصاد سلوكي
- علم النفس التربوي
- Engineering psychology
- علم نفس البيئة
- علم النفس التطوري
- تحليل تجريبي للسلوك
- علم النفس التجريبي
- Filipino psychology
- علم النفس الشرعي
- علم النفس الصحي
- علم النفس الإنساني
- علم نفس النمط الأولي
- Indian psychology
- Indigenous psychology
- علم النفس التمايزي
- علم النفس الصناعي
- International psychology
- Investigative psychology
- علم النفس القانوني
- علم النفس الحسابي
- علم نفس الوسائط
- علم النفس الطبي
- علم النفس العسكري
- علم النفس الأخلاقي
- علم النفس الموسيقي
- علم النفس العصبي
- علم النفس الصحي المهني
- ما وراء علم النفس
- علم النفس السلامي
- Performance psychology
- علم نفس الشخصية
- فلسفة علم النفس
- علم النفس الفسيولوجي
- Police psychology
- علم النفس السياسي
- علم النفس الإيجابي
- علم النفس في مرحلة ما قبل الولادة وما حولها
- حل المشكلات
- تحليل نفسي
- التاريخ النفسي
- علم اللغة النفسي
- علم النفس القانوني
- علم نفس الفن
- سيكولوجية تناول اللحوم
- علم نفس الأديان
- قياس نفسي
- قوانين عقلية ونفسية
- Psycho-oncology
- علم نفس الأمراض
- علم النفس الدوائي
- علم الطبيعة النفسية
- فيزيولوجيا نفسية
- علاج نفسي
- علم النفس الكمي
- علم النفس الاجتماعي
- علم النفس الرياضي
- علم نفس النظم
- علم النفس نظري
- علم النفس المروري
- علم نفس ما وراء الشخصي